# Lisa Schipper
Emma Lisa Freya Schipper (* Oktober 1975) ist eine schwedisch-US-amerikanische Geographin und Professorin für Geographische Entwicklungsforschung an der Universität Bonn. 2023 war sie eine der koordinierenden Leitautoren des sechsten Sachstandsberichts des Weltklimarates.

## Werdegang
Die promovierte Geographin war langjährig am Environmental Change Institute (ECI) der University of Oxford tätig. Seit Anfang 2023 ist sie Professorin für Geographie und Leiterin der Arbeitsgruppe Geographische Entwicklungsforschung an der Universität Bonn als Nachfolgerin von Detlef Müller-Mahn. An dem im März 2023 veröffentlichten sechsten Sachstandsbericht des Weltklimarates IPCC war sie als koordinierende Leitautorin der Arbeitsgruppe II beteiligt, die sich mit Folgen, Anpassung und Verwundbarkeiten beschäftigte.

## Positionen
Schipper betont die Verdienste des Weltklimarates, ohne den es kein UN-Klimarahmenkonvention (1992), keine globale Klimapolitik im Rahmen der Vereinten Nationen, kein Pariser Klimaabkommen (2015) gegeben hätte. Er habe eine sehr solide wissenschaftliche Grundlage geliefert, um den neuzeitlichen Klimawandel zu verstehen und daraus präventive Maßnahmen zur Abschwächung der Klimaveränderungen und adaptive Maßnahmen zum Umgang mit ihren globalen Auswirkungen abzuleiten. Kritisch sieht sie, dass manche Erkenntnisquellen noch nicht ausreichend genützt würden wie das Wissen indigener Völker und die Erfahrungen lokaler Gemeinden, und plädiert daher für eine Vielfalt der Perspektiven.

## Sonstige Aufgaben
- Sie ist Co-Editorin der Fachzeitschrift Climate and Development[7]

## Privates
Schippers Mutter ist Schwedin, ihr Vater US-Amerikaner. Sie ist mit einem Deutschen verheiratet.

## Publikationen (Auswahl)
- mit Siri Eriksen et al.: Adaptation interventions and their effect on vulnerability in developing countries: Help, hindrance or irrelevance? in World Development Vol.141, Mai 2021, 105383
- mit Joshua Ettinger et al.: Storytelling can be a powerful tool for science in nature Correspondence, 19. Januar 2021
- mit A. K. Magnan et al.: Frontiers in Climate Change Adaptation Science: Advancing Guidelines to Design Adaptation Pathways. Curr Clim Change Rep 6, 166–177 (2020) https://doi.org/10.1007/s40641-020-00166-8
- Maladaptation: When Adaptation to Climate Change Goes Very Wrong in One Earth, Volume 3, Issue 4, 23 October 2020, Pages 409-414 https://doi.org/10.1016/j.oneear.2020.09.014
- mit S. E. Eriksen et al.: Turbulent transformation: abrupt societal disruption and climate resilient development in Climate and Development, 13:6, 467-474, 08 Sep 2020 DOI:10.1080/17565529.2020.1799738
- mit T. Tanner et al.: The debate: Is global development adapting to climate change? in World Development Perspectives Volume 18, June 2020, 100205 https://doi.org/10.1016/j.wdp.2020.100205